# 角界拳銃密輸事件
角界拳銃密輸事件（かっかいけんじゅうみつゆじけん）は、1965年5月に発覚した大相撲の現役力士が拳銃を密輸入し不法所持した事件である。

## 概要
1965年5月6日、元大関若羽黒の草深朋明が拳銃を不法所持し、暴力団関係者に売却した容疑で逮捕された。草深の供述に基づき立浪部屋などを捜索した結果、拳銃3丁が押収された。
5月11日、出羽海部屋に所属する九重親方（元横綱千代の山雅信）が拳銃1丁と実弾5発を持って警察に出頭。「弟子から預かった」と証言し、出羽海部屋の北の富士勝昭が拳銃を不法所持していることが判明する。捜査当局は本場所中であったことを考慮し相撲協会に調査を求めた。相撲協会による調査の結果、北の富士の他に二人の現役力士、横綱柏戸剛と横綱大鵬幸喜が拳銃を不法所持していることが判明した。
当時の記事の扱いは、両横綱の所持発覚当初でもせいぜい社会面トップで、その後の取り調べなどは大きくて3、4段。発覚が夏場所中だったため、取り調べも「場所に影響がないように」と場所中には行われなかった。本場所終了後の5月24日に柏戸が、6月1日に大鵬がそれぞれ警察に出頭。二人はそれぞれ「拳銃はハワイ巡業のお土産で買った」「若羽黒の件がバレ、怖くなって拳銃を隅田川に捨てた」と証言する。両横綱の証言に基づき警察は隅田川を捜索するが拳銃は見つからなかった。
警察は九重、柏戸、大鵬、北の富士と密輸入に関与していた豊国範の5人を書類送検した。6月15日に柏戸・大鵬の両横綱が罰金3万円（現在の貨幣価値にして約15万円）の略式起訴処分を受けた。一方、相撲協会からの処分はけん責にとどまった。
相撲協会が厳罰に踏み込まなかった背景としては人気力士である柏戸・大鵬らを追放すれば角界の存亡にかかわりかねないという判断もさることながら、時津風理事長が璽光尊事件による逮捕歴を持っていたことからこの事件を起こした者達に強硬な意見を示せなかったという事情もある。事件を巡っての心労の影響なのか5月場所を共に9勝6敗で終えた柏戸・大鵬は、時津風理事長に「事件は忘れて集中しろ」と叱咤激励されたと伝わる。
後年の報道によると、柏戸、大鵬は国内で座布団や川に向かって拳銃を試し撃ちしたとも伝わる(大鵬は密輸のために分解し、柏戸は力士用の座布団で、北の富士は川で試し撃ちしたという説も)。また、北の富士については「知人に冗談のつもりで頼んだら本当に買ってきたので慌てた」という話もある。税関もまさか横綱が拳銃を持っているとは思わず、手荷物を厳しくチェックすることはなかったという。
大鵬の元養子の貴闘力忠茂は2020年9月26日にYoutubeにアップロードした動画中で「親方(大鵬)は中卒でほんの遊びのつもりでハワイから拳銃を何十丁も持って帰ってきた」とこの事件を引き合いに出し「ピストルのほうが野球賭博よりもよっぽど悪い」と大鵬に言ったと発言している。